# Pfons
Pfons es una localidad situada en el municipio de Matrei am Brenner, en el distrito de Innsbruck, Tirol, Austria. 
Fue un municipio independiente hasta el 1 de enero de 2022, en que se fusionó con Muhlbach para formar el nuevo municipio de Matrei am Brenner. 
Está ubicada en el centro del estado, cerca de la ciudad de Innsbruck —la capital del estado—, del río Eno —un afluente derecho del Danubio— y de la frontera con Alemania, al norte, y con Italia, al sur.